# 徳島県の市町村歌一覧
徳島県の市町村歌一覧（とくしまけんのしちょうそんかいちらん）は、日本の徳島県に属する市町村で制定されている、もしくは過去に制定されていた市町村歌などの自治体歌やそれに準じた楽曲の一覧である。なお、一覧の順序は全国地方公共団体コード順による。

## 概説
県庁所在地の徳島市では1928年（昭和3年）に初めて市歌が制定されたが、その後1940年（昭和15年）になって「徳島市民歌」（初代）と並立し、戦後に短期間で改作が繰り返されたため現在の「徳島市民歌」（3代目）は1953年（昭和28年）制定まで複雑な経緯をたどっている。平成の大合併で新たに誕生した市では、三好市が制定を検討している以外に目立った動きは無い。
町村部では平成の大合併で新たに誕生した全町が町歌の制定に至っていないが、合併しなかった町村では2000年代に入っても散発的に町村歌の制定や町民音頭の作成が行われている。

## 市部
徳島市
- 徳島市民歌[1] - 1953年（昭和28年）5月3日制定

作詞：木村忠徳 作曲：藤山一郎
サンフランシスコ講和条約発効記念。市の代表歌としては1928年（昭和3年）制定の「徳島市歌」から数えて2代目もしくは3代目だが、複雑な経緯により「市民歌」を称する楽曲としても1940年（昭和15年）制定のものから数えて3代目である。
鳴門市
- 鳴門市民歌[2] - 1948年（昭和23年）7月制定

作詞：仁木正 作曲：岡本敏明
市制1周年記念。
小松島市
- （不明）

阿南市
- 阿南市民の歌 - 1966年（昭和41年）4月1日制定[3]

作詞：円乗寧代 作曲：冨永照美
吉野川市
- （未制定）

麻植郡合併協議会では、市歌の制定に関する取り決めは特に実施されなかった。
阿波市
- （未制定）

あわ北合併協議会では、市歌の制定に関する取り決めは特に実施されなかった。
美馬市
- 観光ソング「美馬」 - 2005年（平成17年）発表

作詞：宇佐美津二 作曲：佐義達雄
市制施行記念PRソング。美馬郡東部・北部合併協議会では合併後の市歌について「新市において調整し定めるものとする」との申し合わせが行われているが、実現していない。
三好市
- （制定準備中）[5]

合併10周年に当たる2016年（平成28年）を目処に制定を目指すべきであるとの市民歌検討委員会答申を受け、準備が進められている。

## 町村部
勝浦郡勝浦町
- こんなエエとこ 勝浦の町[6] - 1999年（平成11年）2月28日制定

作詞：守野実 作曲：宮井悦平
勝浦郡上勝町
- 上勝町歌

名東郡佐那河内村
- 風車と花の村 佐那河内[7] - 2012年（平成24年）制定

作詞：森脇豊子 作曲：生駒元
名西郡石井町
- 石井町民の歌[8] - 1984年（昭和59年）制定

作詞：牛田清美 作曲：越部信義
名西郡神山町
- 神山町民歌 - 1965年（昭和40年）制定[9]

町制10周年記念。
那賀郡那賀町
- （未制定）

丹生谷合併協議会では、町歌の制定に関する取り決めは特に実施されなかった。
海部郡牟岐町
- （不明）

海部郡美波町
- （未制定）

日和佐町・由岐町合併協議会では、町歌の制定に関する取り決めは特に実施されなかった。
海部郡海陽町
- （未制定）

海部下灘合併協議会では、町歌の制定に関する取り決めは特に実施されなかった。
板野郡松茂町
- 愛する人と翔たく町 - 1991年（平成3年）発表

作詞・作曲：ダ・カーポ
町制30周年記念イメージソング。
板野郡北島町
- 北島音頭

板野郡藍住町
- 夢のある町 歌の町 - 1965年（昭和40年）11月3日制定

作詞：徳島県藍住町 作曲：川井素臣
板野郡板野町
- （不明）

板野郡上板町
- 上板音頭

作詞：結城忍 作曲：山田年秋

美馬郡つるぎ町
- （未制定）

美馬郡合併協議会では、合併後の町歌について「新町において策定する」との申し合わせが行われているが、実現していない。
三好郡東みよし町
- （未制定）

三好町・三加茂町合併協議会では、合併後の町歌について「新町発足後、速やかに制定する」との申し合わせが行われているが、実現していない。

## 廃止された市町村歌
徳島市
- 徳島市歌 - 1928年（昭和3年）制定

作詞：武市恒夫 作曲：幾島淳
初代の市歌である。
- 徳島市民歌（初代）[1] - 1940年（昭和15年）1月7日制定

作詞：佐藤惣之助 作曲：内田元
皇紀二千六百年記念。詞・曲とも著作権の保護期間を満了（パブリックドメイン）。「市民歌」を称するものとしては最初の楽曲で、終戦までは12年前に制定された「徳島市歌」と並立していた。
- 徳島市民歌（2代目）[1] - 1948年（昭和23年）9月3日制定

作詞・作曲：蒲池正紀
市制60周年記念で制定されたが、現行の「徳島市民歌」への代替わりまでの3年半しか演奏されなかった。『徳島市史』第4巻では、3代の市民歌のうちこの曲のみ楽譜が掲載されていない。
板野郡堀江町
- 堀江町民歌[12] - 1953年（昭和28年）3月18日制定

作曲：近藤哲司郎
三好郡三好町
- 三好小唄[13] - 1974年（昭和49年）10月制定

三好郡池田町
- わが町に光あれ - 1980年（昭和55年）3月制定[14]

三好郡三加茂町
- 三加茂町民歌[12] - 1969年（昭和44年）10月10日制定

作曲：近藤哲司郎
- 三加茂小唄[13]

三好郡山城町
- 町民歌 - 1966年（昭和41年）10月1日制定[14]